# Pamięć nieulotna
Pamięć nieulotna, pamięć trwała, NVM (ang. non-volatile memory) – pamięć komputerowa zachowująca (przechowująca) dane nawet po odłączeniu jej od zasilania.
Pamięci nieulotne stanowią bardzo szeroką grupę, zawierającą zarówno nośniki magnetyczne (kasety magnetofonowe, dyskietki, dyski twarde), dyski optyczne (CD-ROM, CD-R, CD-RW, DVD-ROM, DVD-R, DVD+R, DVD-RW, DVD+RW, DVD-RAM, BD-R, BD-ROM), jak i pamięci półprzewodnikowe (ROM, PROM, EPROM, pamięci flash, EEPROM, dyski SSD, NVRAM).